# كونراد بيتزولد
كونراد بيتزولد (بالألمانية: Konrad Petzold)‏ (و. 1930 – 1999 م) هو مخرج أفلام، وكاتب سيناريو ألماني، ولد في رادبويل، توفي عن عمر يناهز 69 عاماً.

## جوائز
حصل على جوائز منها:
- Heinrich Greif Prize [الإنجليزية]‏ (1971)
- راية العمل [الإنجليزية]‏ (1970)
- ميدالية أرتور بيكر  [لغات أخرى]‏

## وصلات خارجية
- كونراد بيتزولد على موقع IMDb (الإنجليزية)
- كونراد بيتزولد على موقع ألو سيني (الفرنسية)
- كونراد بيتزولد على موقع أول موفي (الإنجليزية)
- كونراد بيتزولد على موقع قاعدة بيانات الأفلام السويدية (السويدية)
- كونراد بيتزولد على موقع قاعدة بيانات الفيلم (الإنجليزية)
- كونراد بيتزولد على موقع كينوبويسك (الروسية)